# 라세우두르젤

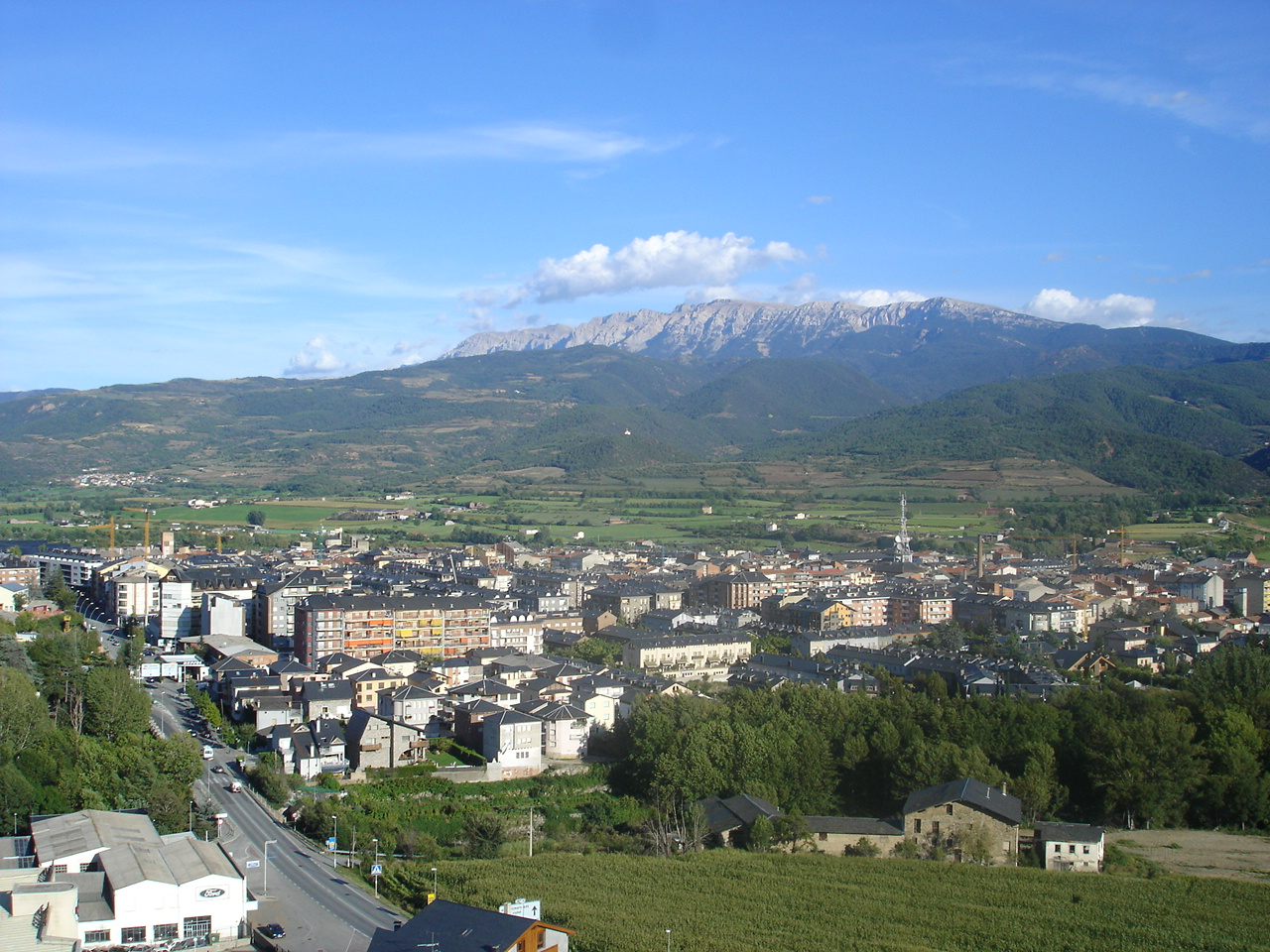

라세우두르젤(카탈루냐어: La Seu d'Urgell, 스페인어: Seo de Urgel 세오데우르헬[*])는 스페인 카탈루냐 지방의 도시로, 우르젤 교구의 주교좌가 이곳에 위치해 있으며, 우르젤 교구의 수장인 우르젤 주교는 프랑스의 대통령과 함께 안도라 공국의 공동 군주를 맡고 있기도 하다. 2018년 현재의 인구는 12,041명이다.